# Prévinquières
 Prévinquières  (en occitano Previnquièiras) es una población y comuna francesa, situada en la región de Mediodía-Pirineos, departamento de Aveyron, en el distrito de Villefranche-de-Rouergue y cantón de Rieupeyroux.

## Demografía
| 504 | 455 | 434 | 395 | 329 | 290 |
| Para los censos de 1962 a 1999 la población legal corresponde a la población sin duplicidades (Fuente: INSEE [Consultar]) |     |     |     |     |     |